# كليمنت دورسي
كليمنت دورسي هو محامي وقاضي وسياسي أمريكي، ولد في 1778 في آن أروندل كاونتي في الولايات المتحدة، وتوفي في 6 أغسطس 1848 في ليوناردتاون في الولايات المتحدة. نشط حزبياً في الحزب الوطني الجمهوري ‏. وقد انتخب عضو مجلس النواب الأمريكي ‏.